# Zainab bint Muhammad
Zainab bint Muhammad (arabisch زينب بنت محمد, DMG Zainab bint Muḥammad, * 599 in Mekka; gestorben um 630 in Mekka oder Medina) war nach Überlieferungen die älteste Tochter des Propheten Mohammed und dessen erster Gattin Chadīdscha bint Chuwailid.

## Leben

### Zainab in Mekka
Zainab wurde in Mekka geboren und wuchs dort auch auf. Als ihr Cousin mütterlicherseits ’Abū al-‘Āṣ ibn al-Rabī bei Mohammed um die Hand seiner Tochter anhielt, gewährte dieser die Eheschließung. So heirateten beide kurz vor dem August des Jahres 610. Zainab gebar zwei Kinder, wobei der Sohn Ali bereits im Kindesalter starb, während die Tochter Umamah das Erwachsenenalter erreichte. Umamah heiratete später Mohammeds Schwiegersohn und Vetter ʿAlī ibn Abī Tālib, den vierten rechtgeleiteten Kalifen.
Nachdem Mohammed ein Prophet geworden war und sich zum Gesandten Gottes erklärte, soll Zainab den Islam angenommen haben. Allerdings weigerte sich ihr Ehemann ’Abū al-‘Āṣ, den Islam anzunehmen. Nach der Hidschra nahm Mohammed alle seine Töchter mit nach Medina, lediglich Zainab blieb zurück. Da es kaum authentische Quellen zu Zainab gibt, ist unklar, ob Zainab sich weigerte, ihrem Vater zu folgen, oder ob Mohammed sie mit ihrem Mann, der es weiterhin ablehnte, zum Islam zu konvertieren, absichtlich zurückließ.
In der Schlacht von Badr kämpfte Zainabs Ehemann, der Händler von Beruf war, auf der Seite der Quraisch gegen Mohammed und seine Gefährten, wurde jedoch nach der erlittenen Niederlage der Mekkaner gefangen genommen. Um ihren Mann zu befreien, schickte Zainab Geld und zusätzlich eine Kette, die sie nach der Eheschließung von ihrer Mutter bekommen hatte, nach Medina. Bei dem Anblick der Kette soll Mohammed sich an seine erste Ehefrau Chadīdscha erinnert haben und infolgedessen sehr gerührt gewesen sein. So ließ er ’Abū al-‘Āṣ unter der Bedingung frei, Zainab im Gegenzug nach Medina zu schicken. ’Abū al-‘Āṣ akzeptierte diese Bedingung, und ungefähr einen Monat nach der Schlacht sollte Zainab in Begleitung von Mohammeds Adoptivsohn Zaid ibn Hâritha und ihrem Schwager Kinana nach Medina zurückgeführt werden. Doch es kam zu einem Zwischenfall mit den Quraisch, die Zainab und ihre Leibwächter angriffen. Zainab, die schwanger war, verletzte sich, erlitt eine Fehlgeburt und kehrte zunächst nach Mekka zurück, um sich zu erholen. Später wurde sie ein zweites Mal von Zaid und Kinana abgeholt und sicher nach Medina geleitet.

### Zainab in Medina
Bis zum September oder dem Oktober 627 sah Zainab ihren Mann nicht, zudem soll Mohammed von ihr verlangt haben, sich von ’Abū al-‘Āṣ scheiden zu lassen und einen muslimischen Mann zu heiraten. Um seine Tochter zur Scheidung zu bewegen, soll Mohammed eine Karawane von ’Abū al-‘Āṣ überfallen lassen haben und ihn gefangen nehmen, in einer anderen Version der Überlieferung heißt es, Soldaten von Mohammed hätten Handelswaren der Quraisch gestohlen, die ’Abū al-‘Āṣ für eben letztere verwaltete beziehungsweise beschützte. ’Abū al-‘Āṣ soll daraufhin um Schutz in Medina gebeten haben. Nach alter arabischer Tradition kann ein Fremder, wenn er neu in eine Stadt kommt, um Schutz bei einem Mitglied eines der Stämme bitten. Gewährt ein ansässiger Bewohner der jeweiligen Stadt dem Fremden Schutz, so darf man diesen weder angreifen noch aus der Stadt vertreiben.
So gewährte Zainab entgegen den Erwartungen Mohammeds ihrem Mann Schutz in Medina, Mohammed wiederum akzeptierte das Vorgehen seiner Tochter, rief sie jedoch dazu auf, ’Abū al-‘Āṣ wie einen „Gast“ und nicht wie ihren Ehemann zu behandeln, was bedeutete, dass es zu keinem Körperkontakt kommen durfte. Zainab akzeptierte jedoch auch diese Forderung ihres Vaters nicht, Mohammed schickte das Ehepaar daraufhin samt dem von ’Abū al-‘Āṣ erbeuteten Karawanengut zurück nach Mekka.
Dort angekommen konvertierte er schließlich doch noch zum Islam. Er emigrierte im Mai oder Juni 628 nach Medina.

## Tod
Im April 630 starb Zainab an den Spätfolgen ihrer Fehlgeburt, Mohammed ließ ihren Leichnam nach Medina holen und bestattete sie dort. Aus schiitischer Perspektive starb Zainab kurz nach ihrer Ankunft in Medina. Der islamische Historiograph al-Balādhurī berichtete, dass Zainab in einem Sarg bestattet wurde.